# Elektroluminiscens

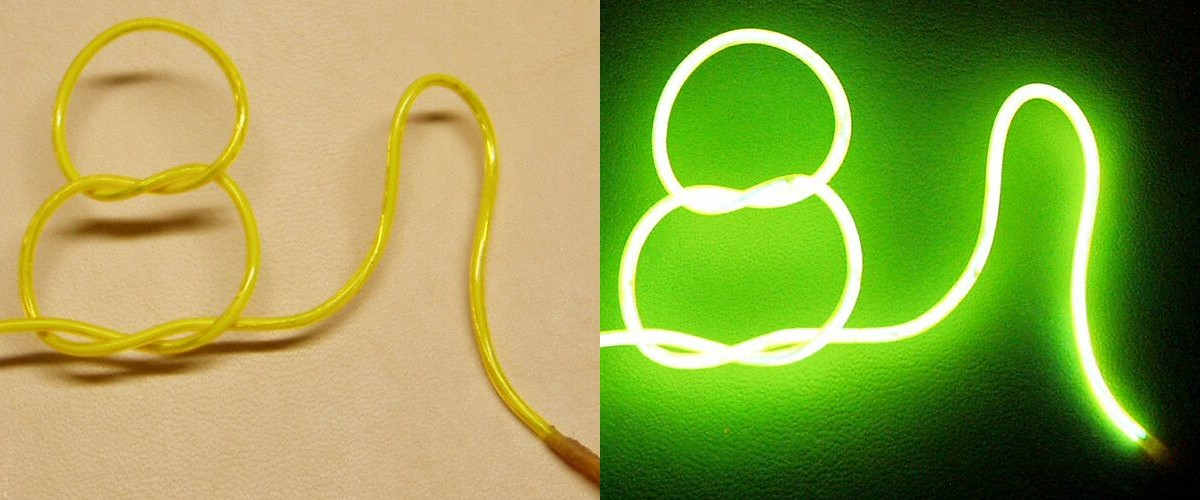
En flexibel ljuskälla

Elektroluminiscens, är den luminiscens som uppstår då vissa material genomkorsas av en elektrisk ström, alternativt utsätts för ett kraftigt elektriskt fält. Det skiljer sig från ljusutstrålning till följd av värme (svartkroppsstrålning) eller från kemikalier.

## Orsak
Elektroluminiscens uppstår genom rekombination av elektroner och hål i ett material (vanligen en halvledare), varvid de exciterade elektronerna avger sin energi i form av fotoner (ljus). Innan de rekombinerar hålls elektronerna och hålen separerade antingen på grund av att materialet är dopat så att en p-n-övergång bildats (i halvledarkomponenter som till exempel LED:er), eller genom excitation på grund av att högenergetiska elektroner accelererats mot materialet (som i till exempel bakgrundsbelysningen för displayer).

## Exempel på elektroluminiscenta material
- Zinksulfid dopat med koppar, mangan eller silver
- Naturligt blå diamanter (diamanter dopade med bor).
- III-V halvledare, som exempelvis Indiumfosfat, galliumarsenid, indiumtennoxid eller galliumnitrid.

## Praktisk användning

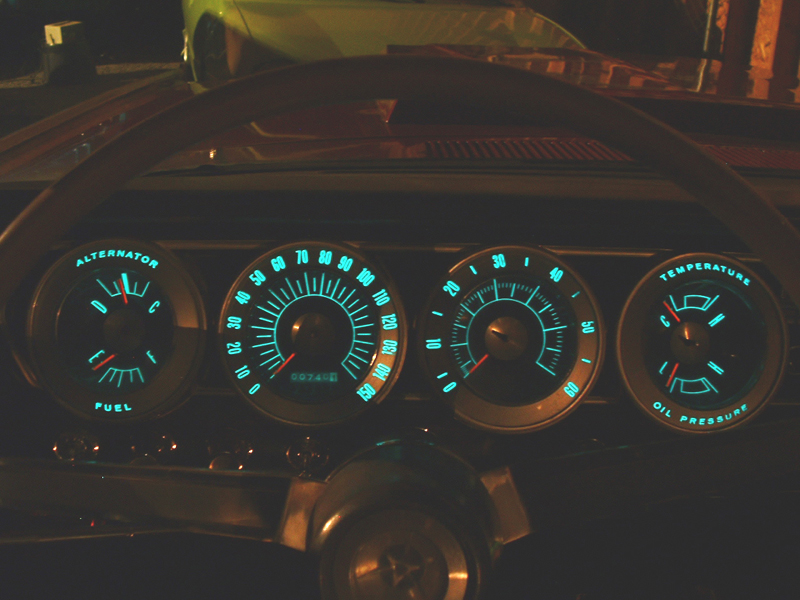
Instrumentpanelen i en 1966 Dodge Charger med elektroluminiscent belysning.

Fosforescerande material används som bakgrundsbelysning för LCD:er, då det är en jämn och lagom stark ljuskälla som inte drar alltför mycket elektrisk effekt. Detta gör dem speciellt lämpade för batteridrivna prylar som armbandsur och termometrar. Eftersom de kan göras tunna (ner till ungefär 1 mm tjocklek) kan de användas som dekoration på vardagsföremål, inklusive kläder och accessoarer. De kräver dock relativt höga spänningar, och i batteridrivna apparater löses detta genom en omvandlingskrets, som ofta ger upphov till ett hörbart vinande ljud när belysningen är påslagen. För apparater kopplade till elnätet kan spänningen fås direkt från detta.
I båda fallen måste det elektroluminiscenta materialet omges av två elektroder, av vilken den ena måste vara genomskinlig för att ljuset skall kunna passera. För detta används ofta glas täckt med en oxid av indium eller tenn, men även nanorör eller PEDOT. Den andra elektroden är oftast av någon sorts reflekterande metall. 
Till skillnad från neonljus och fluorescerande ljuskällor har inte elektroluminiscenta lampor negativ resistans, vilket gör att extra kretskomponenter som reglerar strömmen genom dem inte är nödvändiga.
Elektroluminiscenta ljuskällor kan i princip ha vilken färg som helst, men den grönaktiga färg som vanligen används är den som bäst passar det mänskliga ögats känslighet, vilket gör att dessa ger bäst belysning i förhållande till den elektriska effekt som krävs.